# Johann von Frankenstein
Johann von Frankenstein (fl. um 1300) war ein deutscher Schriftsteller und Angehöriger des Johanniterordens.
Er war der Verfasser des Epos von Christus, dem Kreuzträger Der Kreuziger. Den Angaben von Klaus Ullmann zufolge weist die Handschrift viele schlesische Sprachmerkmale aus und gilt als „eines der frühesten schlesischen Sprachdenkmäler“. Ferdinand Khull, der Herausgeber der bislang einzigen kritischen Ausgabe, betonte, dass die Mundart des Dichters ursprünglich eine mitteldeutsche war.

## Ausgaben
- Der Kreuziger des Johannes von Frankenstein. Herausgegeben von Ferdinand Khull. Bibliothek des Litterarischen Vereins in Stuttgart, Tübingen, 1882 (Digitalisat). Reprint Olms, Hildesheim 2006. ISBN 978-3-487-12147-5